# 宋鎔
宋鎔（1749年—1826年），原名咸吉，字亦陶，號奕巖，又號悅研，江蘇蘇州府長洲縣人，清朝政治人物，官至刑部左侍郎。清史稿有傳。

## 生平
宋鎔來自蘇州長洲宋氏家族，為清初吏部尚書文華殿大學士宋德宜玄孫。曾伯祖宋駿業；曾祖宋大業為內閣學士兼禮部侍郎；祖父宋壽圖；父宋英玉；伯父宋景玉。母為王鴻緒子王圖炯次女。從兄宋銑、宋鑣等。
宋鎔為乾隆三十六年（1771年）辛卯科順天鄉試舉人，三十七年（1772年）壬辰科二甲第十八名進士。授內閣中書，四十五年（1780年）任江西鄉試副考官，四十七年（1782年）升翰林院侍讀。留京期間充文淵閣檢閱、四庫全書館分校官、複校官、方略館總校官。京察一等，四十九年（1784年）任廣東廉州府知府，五十年（1785年）任雷瓊道，五十四年（1789年）正月調陝西潼商道，七月丁父憂，五十七年（1792年）服闋，起為安徽寧池太廣道，五十九年（1794年）升安徽按察使，任內發生太和縣劉之協在豫皖鄂等地發動白蓮教起事，劉之協被捕後逃逸，六十年（1795年）宋鎔因疏縱要犯，原應罷職，乾隆帝開恩改為留任。
嘉慶十年（1805年）調貴州按察使，十一年（1806年）入京覲見，以母親老邁奏請留京任職，獲恩准，改太僕寺少卿。十二年（1807年）遷順天府府尹，十五年（1810年）五月升兵部右侍郎，八月改吏部右侍郎，十二月改刑部右侍郎。十七年（1812年）改刑部左侍郎，誥授通奉大夫，晉封榮祿大夫。十八年（1813年）因在順天府府尹任內，失察林清天理教傳教，宋鎔自請交部議處，原應罷職，嘉慶帝開恩改為留任。十九年（1814年）丁母憂，期間直隸總督那彥成奏請追查處罰天理教案失察歷任官員，宋鎔被罰繳白銀一萬兩，二十五年（1820年）御史石承藻等參奏候補知府王樹勳（法號明心）於乾隆年間在北京廣惠寺假托佛法結交京城官員，後還俗捐官之事，經審查，宋鎔與明心和尚相識，並曾贈銀五十兩，但未受戒。宋鎔因知情未報，被降級處理，二十二年（1817年）改鴻臚寺卿，二十四年（1819年）以原品階致仕，道光六年（1826年）卒，潘奕雋作有輓詞。
據《藝舟雙楫》和《畊硯田齋筆記》等書記錄，宋鎔工詩與畫，善寫梅花。包世臣稱宋鎔行書為逸品上。

## 家庭
宋英玉有三子，宋鎔為次子。兄宋鏡娶張鳳孫女，弟宋銛娶蔣耀宗女。還有姐妹三人：長嫁王繼聲（宋鎔母王太夫人侄）；次嫁蔣耀宗侄蔣廷瓚；三嫁蘇州洞庭席賡。宋鎔夫人為鄒城女；側室洪氏與金氏。有七子二女。